# Loubinec pětilistý
Loubinec pětilistý (Parthenocissus quinquefolia), lidově známý jako psí víno, je popínavá rostlina z čeledi révovitých. V ČR je občas využívána jako okrasná popínavá rostlina k výzdobě zdí.

## Alternativní jména

### Česká
- psí víno
- přísavník pětilistý
- loubinec pýřitý

### vědecká
- Ampelopsis hederacea var. murorum Focke
- Ampelopsis latifolia Tausch
- Ampelopsis quinquefolia (L.) Michx.
- Hedera quinquefolia L.
- Parthenocissus hirsuta (Pursh) Graebn.
- Parthenocissus pubescens (Schltdl.) Graebn.
- Psedera quinquefolia (L.) Greene
- Psedera quinquefolia var. murorum (Focke) Rehd.
- Vitis quinquefolia (L.) Lam.

### Další jazyky
- angl.: Virginia creeper, Engelman Ivy (zejména Kanada)
- něm. Selbstkletternde Jungfernrebe, Fünfblättrige Jungfernrebe, Wilder Wein
- slov. pavinič päťlistý, divé hrozno, psie víno

## Vzhled

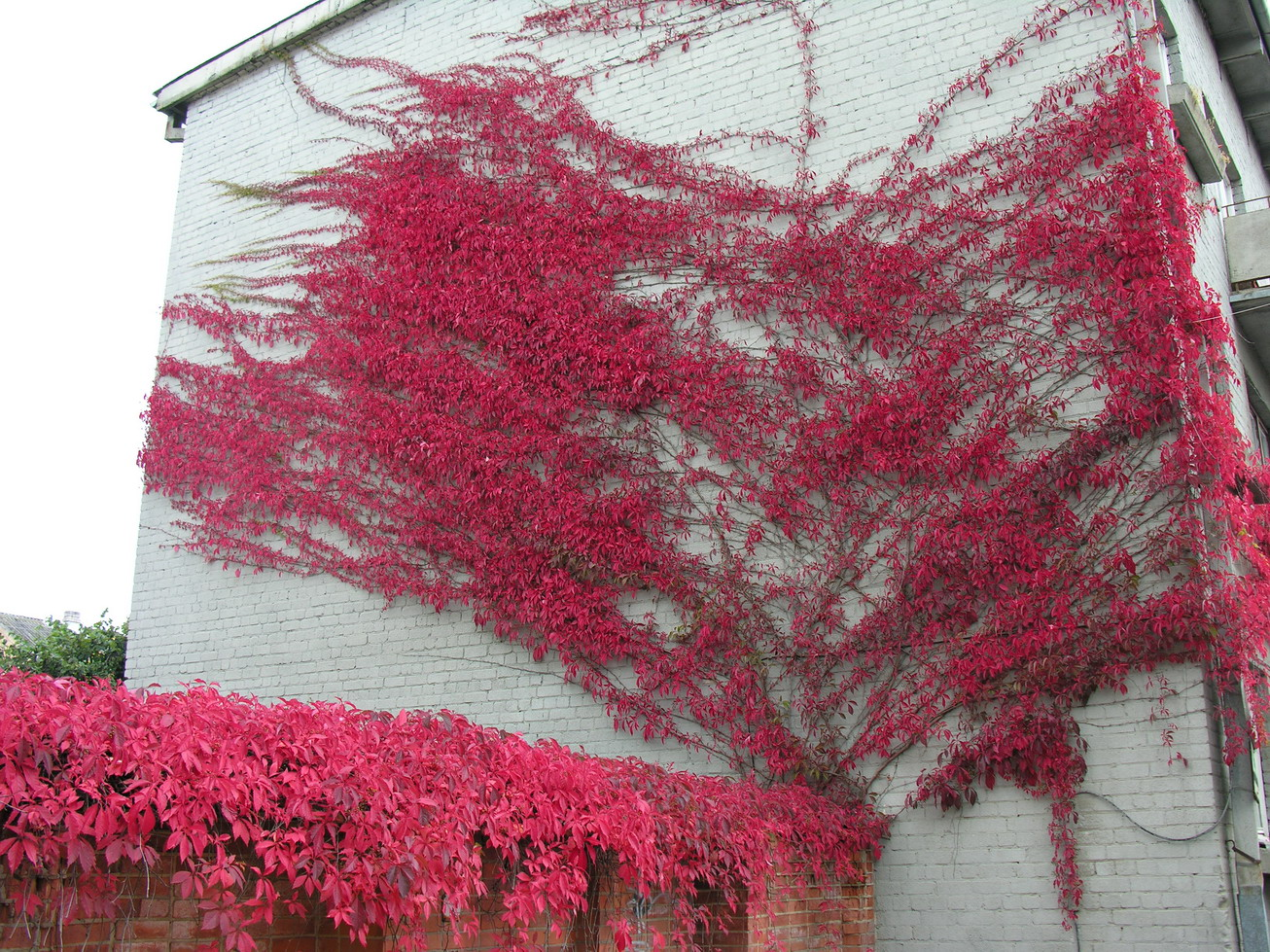
Loubinec pětilistý jako okrasná rostlina

Loubinec pětilistý je popínavá dřevina podobná vinné révě. V českých podmínkách obvykle šplhá do výšky 8–15 metrů, jinak v ideálních případech (záleží na klimatických podmínkách, půdě a podložce ke šplhání) až ke třiceti. Mladé větve a pupeny jsou načervenalé (u podobného loubince popínavého jsou zelené).
Listy jsou střídavé, opadavé, dlanitě složené, pětičetné, jednotlivé lístky jsou vejčitě kopinaté až podlouhlé, jejich okraj je pilovitý. Na podzim dochází před opadem k jejich výraznému zbarvení do červena. Pro šplhání a přichycování na podkladu vytváří úponky s 5–8 rameny (podobný loubinec popínavý má jen 3–5 ramen), které jsou zakončeny přísavnou destičkou (u loubince popínavého přísavné destičky chybí). Ta při kontaktu s hladkou podložkou vylučuje tmelící látku sloužící k upevnění rostliny. Kůra je žlutohnědá.
Květy jsou malé a zelené, v postranních vrcholících, kališních lístků je 5, korunní lístky jsou volné a je jich také 5. Tyčinek je 5. Semeník je dvoupouzdrý, srostlý se žláznatým terčem. V České republice kvete od července do září. Plodem jsou tmavě modré až černé bobule, které jsou většinou neojíněné a obsahují po 2–3 semenech (u loubince popínavého bývá bobule ojíněná, se 3–4 semeny).

## Rozšíření a výskyt

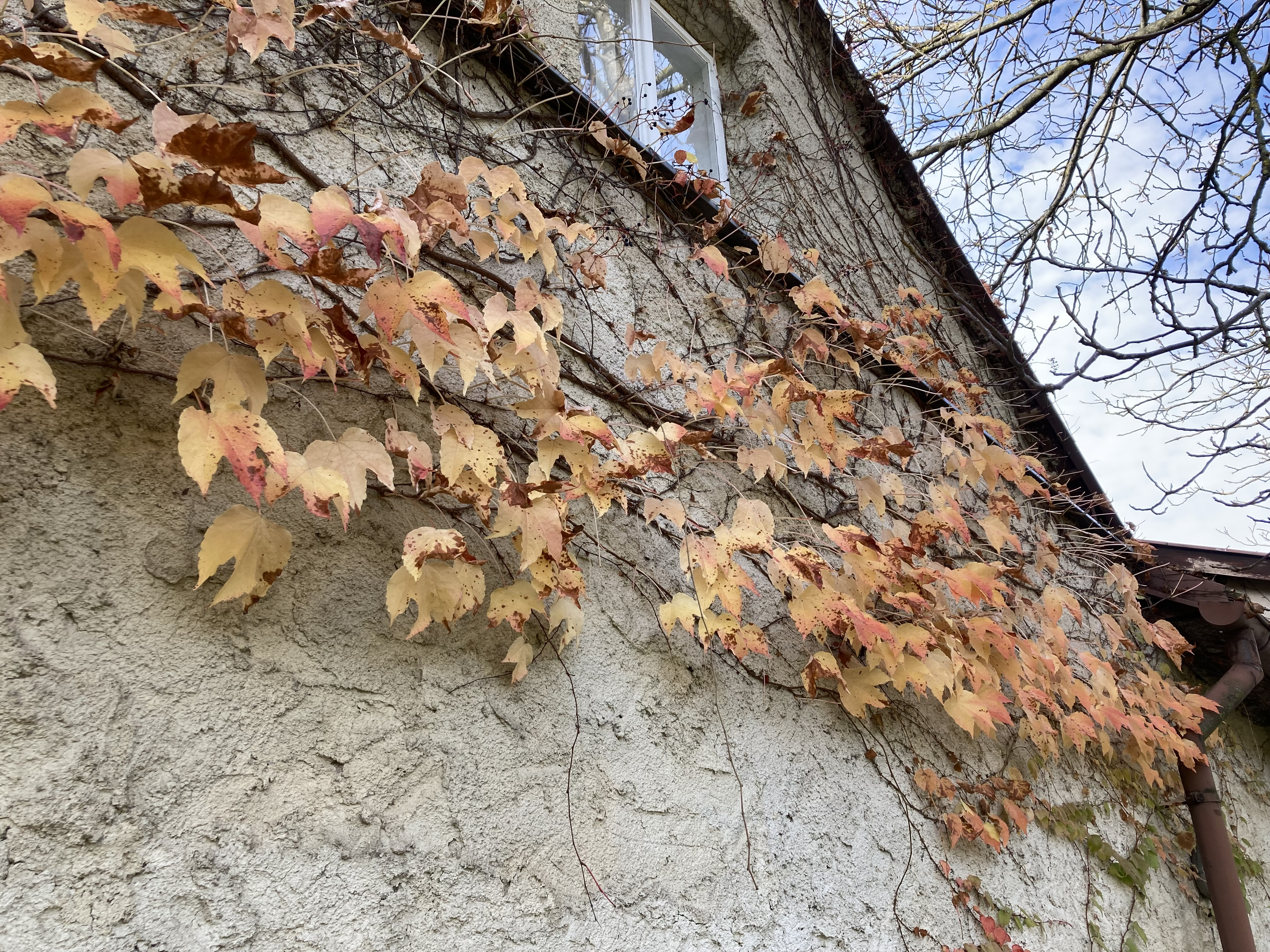
Stav ke konci října

Loubinec pětilistý pochází ze Severní Ameriky, oblast jeho přirozeného výskytu se nachází v její střední a východní části. Přibližně ji lze vymezit jako prostor od Guatemaly na sever přes východní Mexiko, západní okraj areálu představují Texas, Jižní Dakota a Utah, severozápadní hranicí pak je Manitoba. Na severu je okrajem areálu jihovýchodní Kanada. Z Ameriky byl loubinec pětilistý na počátku 17. století přivezen do Evropy, kde byl vysazován jako okrasná rostlina. V České republice je občas vysazován a zřídka zplaňuje. Mnohem hojnější druh je loubinec popínavý (Parthenocissus inserta), který nebyl od loubince pětilistého v ČR dříve odlišován nebo byl odlišován špatně. Dříve byl udáván hojný výskyt loubince pětilistého (jako zdomácnělé rostliny) např. z lužních lesů, později se zjistilo, že drtivá většina těchto výskytů patří druhu loubinec popínavý. V Květeně ČR (Koblížek 1997) a klíči ke květeně (Koblížek 2002) se pojetí druhů, popisy a další údaje značně liší. Vzhledem k tomu, že jde o stejného autora, musíme považovat dílo z roku 2002 za správnější.

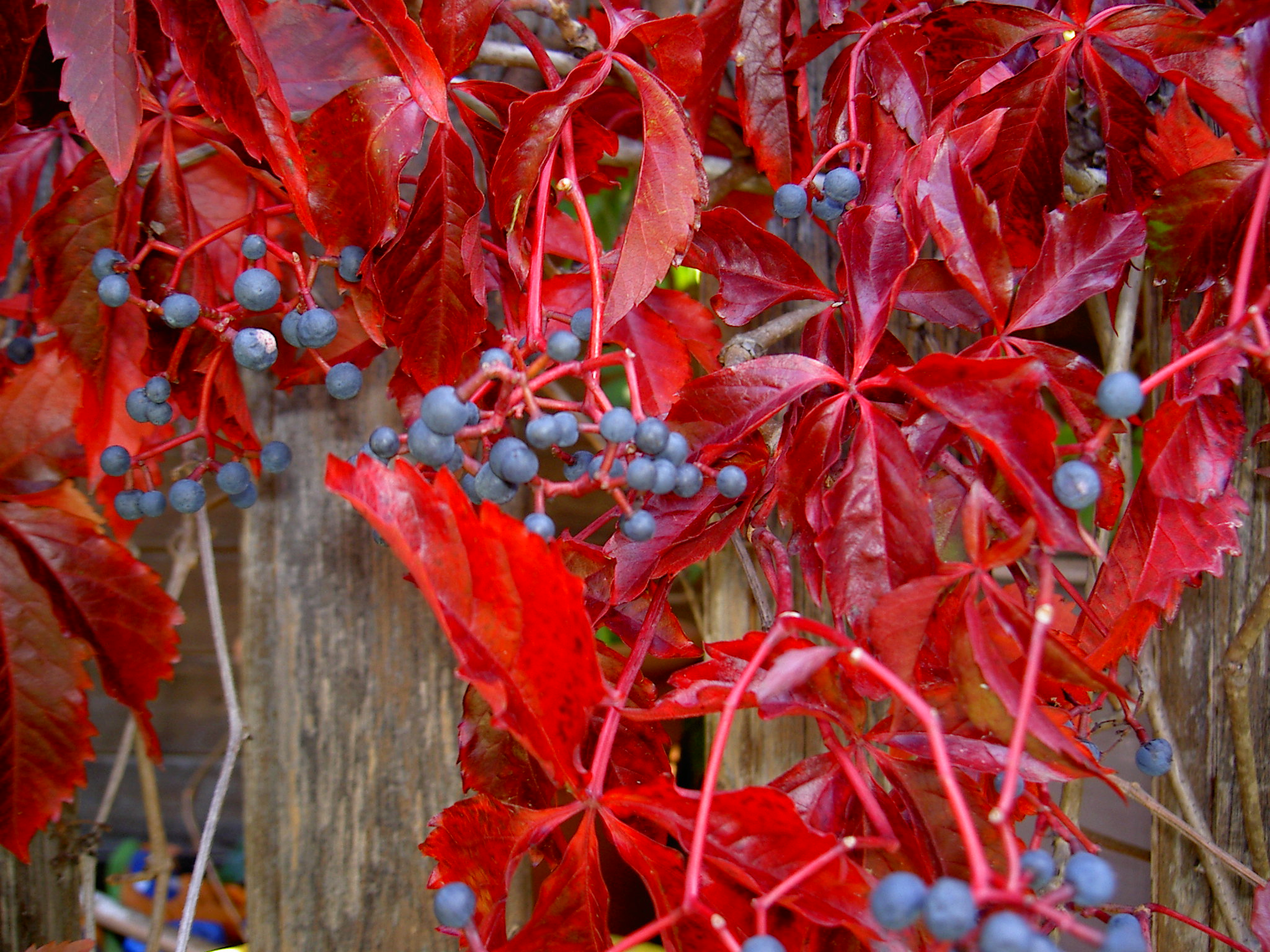
Dozrávající plody s podzimním zbarvením listů

## Jedovatost
Bobule loubince pětilistého jsou pro člověka (jakožto i ostatní savce) slabě jedovaté, ovšem vzhledem k jejich odporné chuti příliš nehrozí, že by se jimi někdo otrávil. Jedovatost bobulí se nevztahuje na ptáky, pro mnohé ptačí druhy představují plody loubince důležitý zdroj potravy přes zimu. Rostlina má rozsáhlé využití v rámci léčitelství, indiáni ji používají k léčbě průjmů, obtíží při močení, vodnatosti a křečí čelistních svalů.[zdroj?]